# Дуцзюни
Дуцзюни — генерали-командувачі найманими провінційними арміями, які зосередили владу у своїх руках в округах Китаю після 1915 року.

## Історія

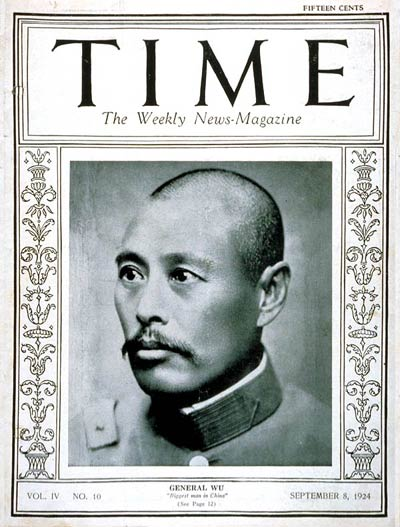
У Пейфу

На час закінчення Першої світової війни Китайська республіка лише формально зберігала державну єдність. У столиці країни Пекіні владу утримувало аньфуїстське угруповання, що контролювало як саме місто, так і невелику територію навколо нього. Реальна влада в окремих провінціях країни належала дуцзюням (військовим губернаторам). За кожним із дуцзюнів стояло певне кланове утворення, з якого формувався керівний апарат контрольованої території. Між дуцзюнями виникали тимчасові воєнні союзи, які розпадалися так само швидко, як і виникали. На початку 1920-х чисельність приватних армій дуцзюнів сягнула 1,5 млн. осіб.
Північні райони Китаю контролювало чжилійське угруповання Цао Куня та У Пейфу, північно-східні райони — фентянське (мукденське) Чжан Цзоліня. На півдні країни найвпливовішими дуцзюнями були лідери гуансійців Лу Жунтін та юньнанців — Тао Цзіяо. Кожен з цих удільних правителів мав власну армію і провадив цілком незалежну політику. Між такими правителями відбувалися широкомасштабні війни. 1920 року чжилійське угруповання Цао Куня та У Пейфу, спираючись на підтримку США та Великої Британії, почало війну проти аньфуїстського угруповання Дуань Ціжуя, котрого підтримували японці. 1922 року президентом Китаю став Лі Юаньхун (1864—1928), який вже перебував при владі під час Першої світової війни. Лі Юаньхун втримався на своєму посту заледве рік. Після переходу в жовтні 1923 року влади до представника чжилійського угруповання Цао Куня (1862—1928), котрий став президентом країни (1923—1924), війну проти центрального уряду розпочали фентянці Чжан Цзоліня, котрі вважали себе обійденими при розподілі впливів у державі. Південь країни, який контролювали уряд Гоміньдану та кілька дуцзюнів, не визнавав пекінських урядів та президентів.
У Гуанчжоу перебував сформований Сунь Ятсеном (1866—1925) ще під час світової війни гоміньданівський уряд, який, покладаючись на союз з частиною південних дуцзюнів, планував поширити свою владу на весь Китай. Головну військову силу після відновлення партії Гоміньдан 10 жовтня 1919 року становила армія гуандунського дуцзюня Чень Цзюнміна, який добровільно приєднався до боротьби з центральним урядом.
На тлі того, що Японська імперія повернула Китаю Шаньдун та Ціндао (колишні колонії Німецької імперії), але при цьому вимагала сплати компенсації за покинуте майно на китайській території у розмірі 53 млн. доларів, у країні посилились націоналістичні настрої та навіть антиурядові повстання. Все це спричинило збільшення прихильників Гоміньдану. Скориставшись цими подіями, Гоміньдан почав війну з північними дуцзюнями.

## Представники

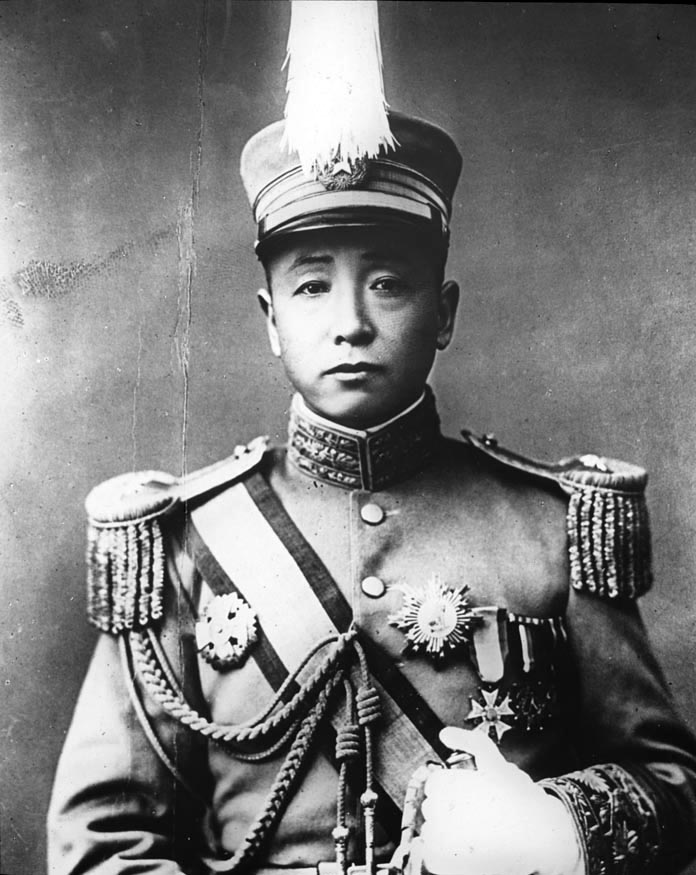
Чжан Цзолінь

Під час Північного походу Народно-революційної армії (НРА), що розпочався 9 липня 1926 року їй протистояли дуцзюни, котрі керували своїми арміями:
- Чжан Цзолінь — 350 тис. бійців;
- У Пейфу — 250 тис. бійців:
- Сунь Чуаньфань — 200 тис. бійців (була розбита у листопаді 1926 року).

Однак, в арміях дуцзюнів був надзвичайно низький бойовий дух солдат, процвітали корупція та зловживання офіцерів. Офіцерський корпус був за духом найманцями і не виявляв бажання битися до кінця.
Після низки поразок на різних фронтах, у грудні 1926 року залишки військ північних дуцзюнів об'єдналися в єдину армію «Аньго цзюнь» («Армію умиротворення держави») на чолі з Чжаном Цзолінем.